# Feliciano Saldías
Feliciano Saldías alias Cachano (Talcahuano, 16 de mayo de 1978) es un compositor y músico chileno, exvocalista del grupo de rock penquista Machuca, y actual vocalista y músico de Zurdaka. Además tiene un proyecto solista llamado Feliciano.

## Biografía
Su carrera musical comienza a los escasos 6 años de edad, aprendiendo canto y guitarra. Un año después, apoyado por sus hermanos, ingresa a un conservatorio para estudiar piano hasta 1986, a la edad de ocho años. Durante su infancia y adolescencia participa en distintos festivales de voz, y en 1993 forma su primera banda de rock llamada Procesión. Entre 1996 y 1998 forma una banda llamada Gurka, la primera con proyecciones más profesionales. En 1999 se integra como vocalista a Machuca, reconocida banda de rock a nivel local; y en 2000, a Zurdaka, banda en la que finalmente se establece, dejando definitivamente Machuca en 2002, el mismo año que comienza en paralelo su carrera como solista.

## Apariciones en televisión
En 2003 Feliciano ingresa al reality show Protagonistas de la Música de Canal 13, donde consigue el tercer lugar. Esta instancia le permite darse a conocer a nivel nacional, y lo lleva a tocar junto con Los Jaivas, mediante una invitación por sus 40 años de trayectoria.

## Discografía
Machuca
- 2000 - Tercero

Zurdaka
- 2004 - Zurkando

### Solista
- 2005 - Latidos de la Tierra
- 2007 - Ángel de luz
- 2010 - Sin tiempo
- 2014 - Elevando la mirada
- 2016 - En vivo desde casa de Salud
- 2019 - Abrir los ojos